# Abigail
Abigail (Hebreu: אֲבִיגָיִל, Avigáyil ʾĂḇîḡáyil o ʾĂḇîḡāyil) és un personatge bíblic. El seu nom significa el pare bota de goig o font d'alegria. És un personatge femení que apareix en narratives bíbliques dels llibres de Samuel, i reflectit en els llibres de Cròniques. El nom Abigai hi apareix una vegada, i l'extensa majoria d'erudits creu que és un nom alternatiu d'Abigail. Hi ha dos individus que pareixen anomenar-se Abigail:	
- És una calebita, dona de Nabal[2] amb qui vivia en la ciutat de Maon, junt amb el desert de Faran, prop d'Hebron, que va ser una esposa de David després de la mort sobtada de Nabal. Va ser la mare d'un dels fills de David, anomenat en el llibre de Cròniques com a Daniel,[3] en el text masorètic dels llibres de Samuel com Quilab,[1] i en el text del Setanté dels llibres de Samuel com Daluyah.[4]
- La mare d'Amassà. En la versió del llibre de Cròniques, i del Setanté dels llibres de Samuel, identifiquen el pare d'Abigail com Jessè,[5][6] i ella per tant seria una germana de David, però en el text masorètic dels llibres de Samuel anomenen son pare Nahaix;[7] els erudits pensen que Nahaix és un error tipogràfic, basat en l'aspecte dels dos versos coneguts més avant. En el llibre de Cròniques, identifiquen el pare d'Amassà com Jèter l'Ismaelita,[8] però en els llibres de Samuel, identifiquen el pare d'Amassà com Itrà l'Israelita;[7] els erudits pensen que l'últim cas és el més probable.

És possible que ambdues dones anomenades Abigail siguen diversos rols de la mateixa dona, perquè els erudits dels textos miren el que es descriu en els llibres dels Cròniques que deriven dels llibres de Samuel, i les referències a Abigail com una germana de David ocorren només en els passatge que els erudits textuals dels textos atribueixen a la història de la cort de David, un document que no menciona Abigail com una de les esposes de David.